# Bartomeu Rovira i Mandri
Bartomeu Rovira i Mandri   (Badalona, c. 1783 - Badalona, 19 de juliol de 1872) va ser un terratinent català, alcalde de Badalona entre 1834 i 1835.

## Biografia
Era fill i hereu de Francesc Rovira i Comas i d'Engràcia Mandri, amo de Can Rovira, on residia, i també de Ca l'Umbert, coneguda com a Can Rovira fins a començaments del segle xx.
Va participar en la política local de Badalona com a regidor el 1823, a les acaballes del Trienni Liberal, i després va ser alcalde entre 1834 i 1835, el darrer abans de l'establiment de l'estat liberal. En l'àmbit personal, es va casar el 1803 amb Maria Anna Mariner, natural de Sant Martí de Provençals; en foren hereus Joan, Jacint i Joaquima Rovira i Mariner.
Val a dir que es creu que el personatge del retrat de l'anomenat alcalde de Ca l'Umbert, conservat pel Museu de Badalona, podria tractar-se de Rovira, ja que la casa va ser de la seva família. D'altra banda, al Poblenou de Barcelona té dedicat el passatge de Rovira, com a propietari dels terrenys del lloc abans anomenat «Antic Joncar».